# آدری فان در پول
آدری فان در پول (هلندی: Adri van der Poel؛ زادهٔ ۱۷ ژوئن ۱۹۵۹) دوچرخه‌سوار اهل هلند است.
وی در مسابقات کشوری و بین‌المللی در مجموع برندهٔ ۱ مدال طلا، ۶ مدال نقره، ۲ مدال برنز شده‌است.